# داغ أندرسون
داغ أندرسون Dag Terje Andersen (ولد عام 1957 في فروغن) سياسي نرويجي ينتمي إلى حزب العمال النرويجي. انتخب للبرلمان النرويجي في عام 1997، ثم أعيد انتخابه عام 2005. وكان عمدة مدينة لاردل بين عامي 1987 و1992. أصبح المستشار السياسي الأول في وزارة الخارجية قبل أن يصبح وزيرا للشؤون الاجنماعية عام 1992. وكذلك أمينا لحزب العمال النرويجي من عام 1992 حتى 1996.
ثم وزيرا للزراعة عام 1996 ولم يظل فيه إلا أقل من عام، وأصبح في عام 2006 وزيرا للتجارة والصناعة خلفا لأود إريكسن بعدما استقالته من منصبه.
انتخب في 8 أكتوبر 2009 رئيسا للبرلمان النرويجي.

## روابط خارجية
- داغ أندرسون على موقع IMDb (الإنجليزية)